# Qian Shan
Qian Shan, także Liaotung albo Góry Liaotuńskie (chiń. 千山; pinyin Qiān Shān) – góry w Chinach, we wschodniej części prowincji Liaoning, częściowo na półwyspie Liaotung, niedaleko granicy z Koreą Północną. Zbudowane są głównie z granitów, gnejsów i wapieni. Wznoszą się średnio na wysokość 500 m n.p.m., najwyższymi szczytami są: Laotuding Shan (1325 m n.p.m.), Buyun Shan (1130 m n.p.m.) i Dadingzi Shan (1045 m n.p.m.).